# Tablier de sapeur
Pour les articles homonymes, voir Tablier.

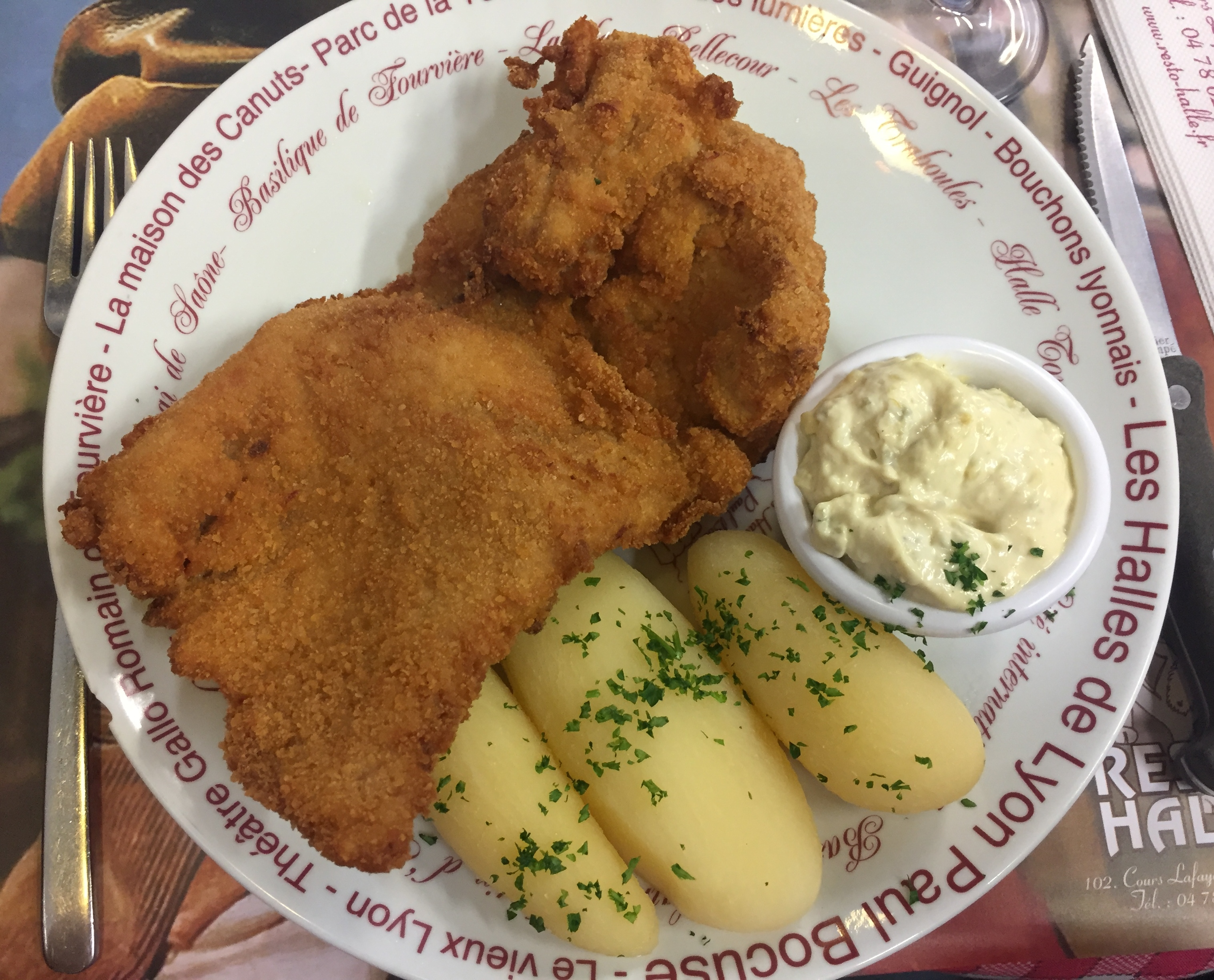
Un tablier de sapeur accompagné de pommes de terre.

Le tablier de sapeur est une spécialité culinaire de la région lyonnaise à base de gras-double (ou « bonnet nid d'abeille »).

## Origine
De nombreuses spécialités lyonnaises sont à base de viande de porc ou de bœuf. Parmi celles-ci, le nom « tablier de sapeur », originellement appelé « tablier de Gnafron », proviendrait du maréchal de Castellane,, gouverneur militaire de Lyon sous Napoléon III. Ce fin gourmet et amateur de tripes est un ancien sapeur du Génie. Ces sapeurs portent un tablier de cuir pour protéger leur tenue pendant les travaux de force. Le rapprochement entre le maréchal, son tablier et son goût immodéré pour les tripes serait ainsi à l'origine du nom.

## Recettes
Certaines recettes font état de panse cuite au bouillon, de « bonnet nid d'abeille » ou parfois simplement de gras-double, de fraise de veau ou de bonnet. La viande doit avoir été cuite au bouillon puis marinée dans du vin blanc avant toute préparation. Elle doit être coupée en triangles.
Tablier de sapeur pané : le rectangle de gras-double, qui a mariné dans du vin blanc et qui est ensuite pané et frit, coupé en tranches et servi avec une sauce gribiche (plus spécifiquement parfumée à la ciboulette), souvent accompagné de pommes de terre cuites à la vapeur.
Le tablier de sapeur est à la carte de nombreux bouchons lyonnais et était originellement considéré comme une entrée.